# Vultee V-11
Le Vultee V-11 est un avion d'attaque au sol américain des années 1930. Développé à partir du Vultee V-1, le V-11 et le V-12 ont été achetés par les forces armées de plusieurs pays, y compris la Chine, qui l'a utilisée contre les Japonais lors de la seconde guerre sino-japonaise. L'United States Army Air Corps utilisa cet appareil dans sa version YA-19.

## Conception et développement
En 1935, Vultee Aircraft produit un bombardier léger dérivé de son avion de transport de passager monomoteur, le Vultee V-1, qui, malgré de bonnes performances, ne s'est vendu qu'en petite quantité en raison des restrictions sur l'utilisation d'avions monomoteur pour le transport de passager.
L'avion qui en résulte, le Vultee V-11, retient le format monomoteur à ailes basses avec un fuselage entièrement métallique du V-1. Il combine un nouveau fuselage aménagé pour l'équipage de deux ou trois personnes, assis sous une longue verrière, avec les ailes et la queue du Vultee V-1.

## Histoire opérationnelle

### Chine
Une commande initiale de trente V-11G biplace est prise par la République de Chine fin 1935. Celle-ci est suivie par d'autres commandes en 1939 pour deux versions plus puissantes, les V-12-C et V-12D. La majorité des avions devait être assemblée à partir de kits par la Central Aircraft Manufacturing Company à Loiwing dans le Yunnan, une ville proche de la frontière sino-birmane, mais alors que le premier lot de vingt-cinq V-12-C vient d’être assemblé, l'usine est lourdement bombardée juste après le début de l'assemblage du premier V-12-D. Les cellules partiellement assemblées sont alors évacuées en Inde britannique afin de terminer la construction des avions dans l'usine Hindustan Aircraft Limited à Bangalore. Cependant, après l'assemblage d'un petit nombre d'avion, la production est arrêtée pour que l'usine puisse se consacrer à des travaux de maintenances plus urgents.
Les V-11 et V-12 sont utilisés en tant que bombardiers légers avec quelques succès, comme lors la mission de bombardement de l'aérodrome de Yuncheng tenu par les japonais le 5 février 1939, effectuée par quatre avions du 10th Squadron de la Force aérienne de la République de Chine. Ils sont retirés des missions de bombardement pour des fonctions de formation et de liaison en 1940.

### Brésil
En février 1939 la Force aérienne brésilienne (Força Aérea Brasileira - FAB) achète dix Vultee V-11–GB2 pour le bombardement stratégique. Au total vingt-six avions sont utilisés par la Force aérienne brésilienne.
Le 8 novembre 1939, l'avion 119 réussi un vol non stop de 3 250 km à travers le Brésil en 11 h 45 min.
Le 26 août 1942, un Unterseeboot est attaqué à 50 milles (80,4672 km) au large de la ville d'Araranguá dans le Sud du Brésil. Malgré son inaptitude pour les opérations anti-sous-marines, l'avion vole bas et lâche sa charge de trois bombes de 250 livres, qui explosent autour du sous-marin. Une colonne d'eau et de débris endommage l'avion.

### Union soviétique
En 1936, l'Union soviétique achète quatre V-11-GB et une licence de production. La production de l'avion débute en 1937 en tant que BSh-1 (Bronirovanny Shturmovik), mais le blindage ajouté pour ses missions d'attaque au sol réduit énormément ses performances et la production s’arrête après seulement trente et un exemplaires. Ils sont intégrés à la compagnie aérienne Aeroflot et désignés PS-43 pour le transport à haute vitesse jusqu'à l'invasion Allemande de 1941, lorsqu'ils sont transférés à l'armée de l'air pour effectuer des tâches de liaison,.

### États-Unis

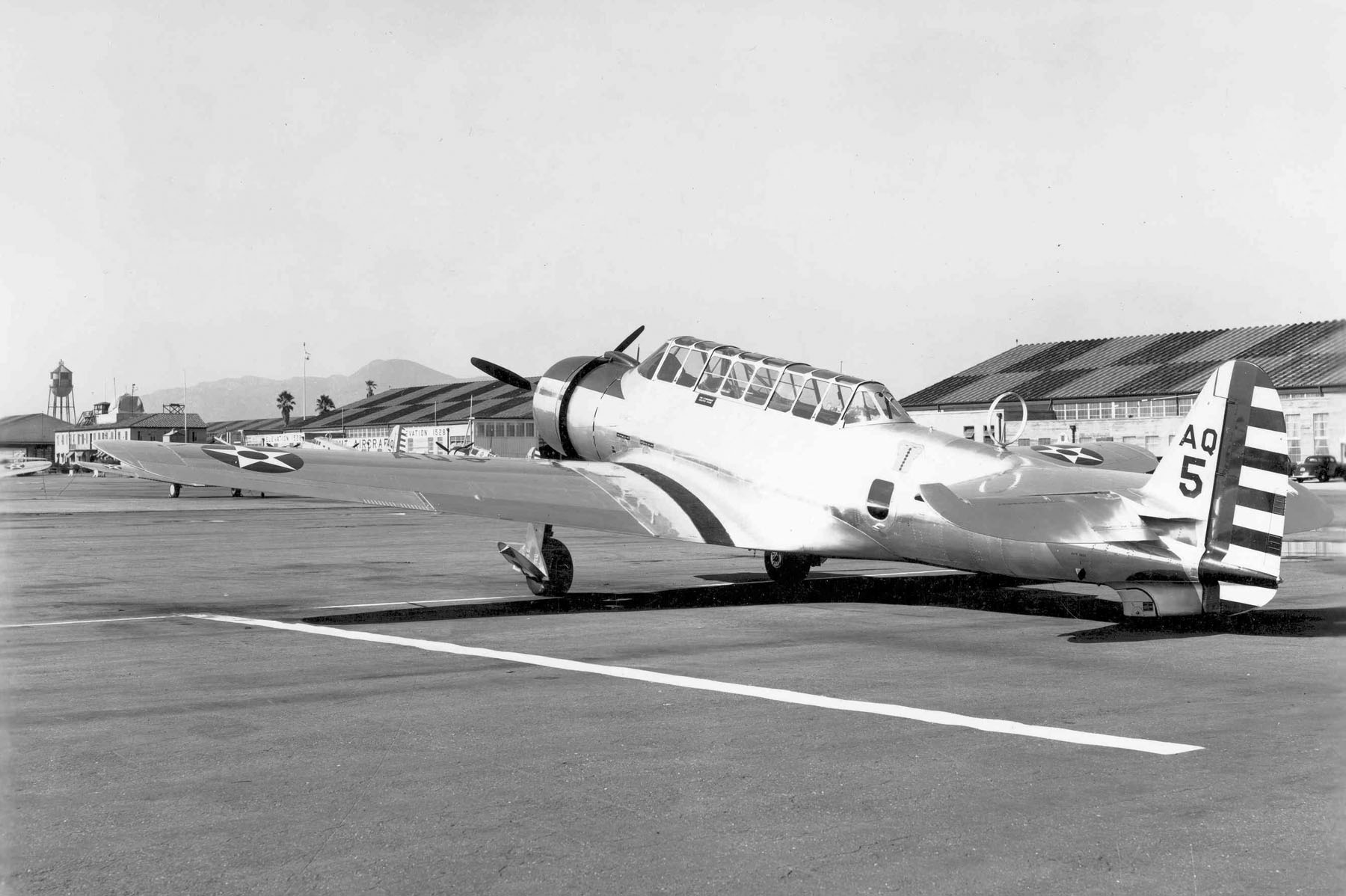
Vultee YA-19 No.5, 17th Attack Group, March Field, Californie, 12 septembre 1939.

À la fin des années 1930, les United States Army Air Corps favorisent les avions d'attaques bimoteurs, mais sept YA-19 sont achetés à l'été 1938 pour des essais comparés. Les YA-19 sont armés de six mitrailleuses de 7,62 mm et de bombes de 1 080 livres (490 kg) en soute interne. L'avion est propulsé par un moteur en étoile Twin Wasp de 1 200 ch (895 kW) et comprend un équipage de trois personnes, un pilote, un observateur/mitrailleur et un bombardier/photographe.
Une des caractéristiques du YA-19 est son stabilisateur horizontal situé en avant de la queue verticale. La petite taille du stabilisateur vertical provoque une certaine instabilité directionnelle (autour de l'axe de lacet) de sorte que le dernier YA-19 (S/N 38-555) était équipé d'un stabilisateur vertical agrandi.
Les essais démontrent que les avions d'attaque à deux moteurs sont plus rapides, qu'ils peuvent être mieux armés et qu'ils peuvent transporter une plus grande charge de bombes. En conséquence, aucun autre YA-19 n'est commandé. Après les tests, cinq YA-19s sont désignés A-19 et affectés au 17e groupe d'attaque (17th Attack Group) à la March Air Reserve Base en Californie pendant une brève période avant d'être transféré à la Zone du canal de Panama pour effectuer du transport et de liaisons. Le A-19 ne connait pas le combat et il est rapidement remplacé au début des années 1940.

## Variantes

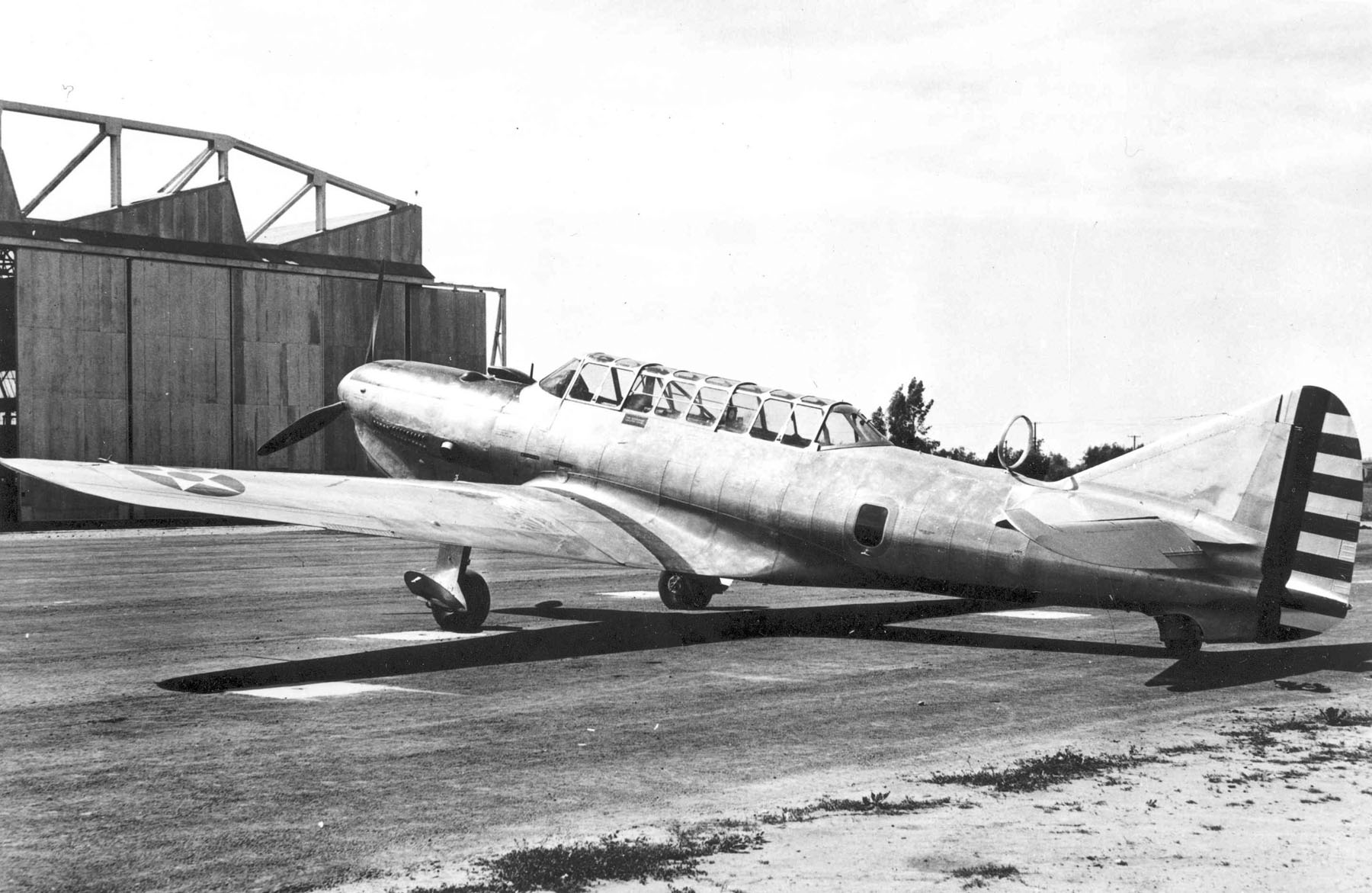
Le Vultee YA-19A.

V-11
Deux prototypes. Le premier s'écrase en tuant le pilote et l'ingénieur projet.
V-11-G
Version originale bombardier léger biplace ; propulsé par un moteur Wright R-1820-G2 Cyclone de 1 000 ch ; 30 appareils construits pour la Chine.
V-11-GB
Version triplace du V-11. 4 avions achetés par l'Union soviétique (2 utilisés comme modèle pour la version BSh-1) ; 40 appareils achetés par la Turquie.
V-11-GB2
26 achetés par le Brésil, similaire au V-11-GB,.
V11-GB2F
Derniers exemplaires pour le Brésil équipés de flotteurs.
BSh-1
Version blindée d'attaque au sol Soviétique produite sous licence ; propulsée par un moteur M-62 de 920 ch (686 kW). La production s’arrête après seulement 31 exemplaires.
PS-43
Désignation du BSh-1 quand il est utilisé par Aeroflot comme avion de transport léger.
YA-19
Variante du V-11-GB pour les United states Army Air Corps ; sept exemplaires construits.
YA-19A
Le dernier YA-19A est transformé en banc d'essai moteur. Équipé d'un stabilisateur vertical agrandi (pour améliorer la stabilité directionnelle) et propulsé par un moteur Lycoming O-1230 (12-cylindre à plat).
YA-19B
Le second YA-19B est transformé en banc d'essai moteur et équipé d'un moteur en étoile Pratt & Whitney R-2800.
YA-19C
Le YA-19C est équipé d'un moteur Pratt & Whitney Twin Wasp R-1830-51. Ses performances sont similaires à celles du YA-19.
A-19
Les cinq YA-19 restants sont désignés A-19 après leur mise en service actif.
V-12
Version revue du bombardier triplace avec une aérodynamique améliorée et plus de puissance. Un prototype vole en 1939 propulsé par un moteur Pratt & Whitney R-1830 Twin Wasp.
V-12-C
Version de production du V-12 pour la Chine. Propulsé par un moteur R1820-G105B Cyclone ; 26 construits, un par Vultee et les 25 autres assemblés en Chine.
V-12-D
Version revue avec un nouveau fuselage et un moteur Wright R-2600 Cyclone 14 de 1 600 ch (1 190 kW) ; 52 commandés par la Chine, deux construits par Vultee et 50 assemblés en Chine.
V-52
Version d'observation basée sur le YA-19, jamais produite.

## Opérateurs
États-Unis

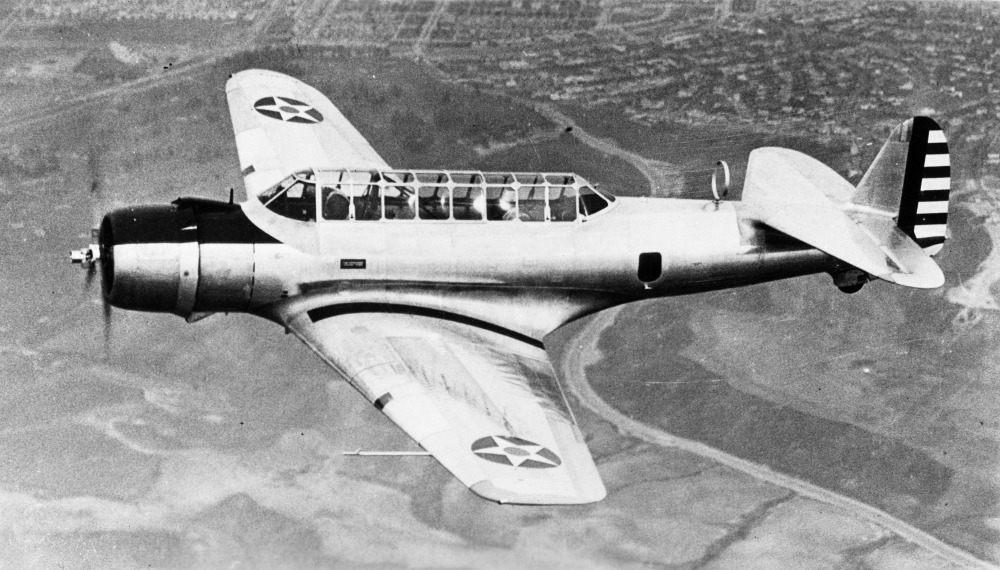
Le Vultee YA-19.

- United States Army Air Corps - A-19/V-11GB (7)[1]

 Brésil
- Force aérienne brésilienne - Vultee V-11-GB2 (31)

 Taïwan
- Force aérienne de la République de Chine - Vultee V-11G (30), V-12C (26) & Vultee V-12D (52)

 Union soviétique
- Forces aériennes soviétiques - Vultee V-11GB (4) & BSh-1 (31)

 Turquie
- Armée de l'air turque - Vultee V-11GB (41)

## Spécifications
Données de US Air Force Museum
Caractéristiques générales
- Équipage : trois
- Longueur : 37 ft 10 in (11.53 m)
- Envergure : 50 ft 0 in (15.24 m)
- Hauteur : 10 ft 0 in (3.05 m)
- Surface alaire : 348 ft² (32.3 m²)
- Masse maximale au décollage : 10,420 lb (4,736 kg)
- Moteur : 1   14-cylinder two-row radial Pratt & Whitney R-1830-17 Twin Wasp de 1200 hp (895 kW)

 Performances 
- Vitesse maximale : 200 knots (230 mph, 370 km/h)
- Distance franchissable : 1,174 NM (1,350 mi, 2,174 km)
- Plafond : 20,500 ft (6,250 m)

Armement

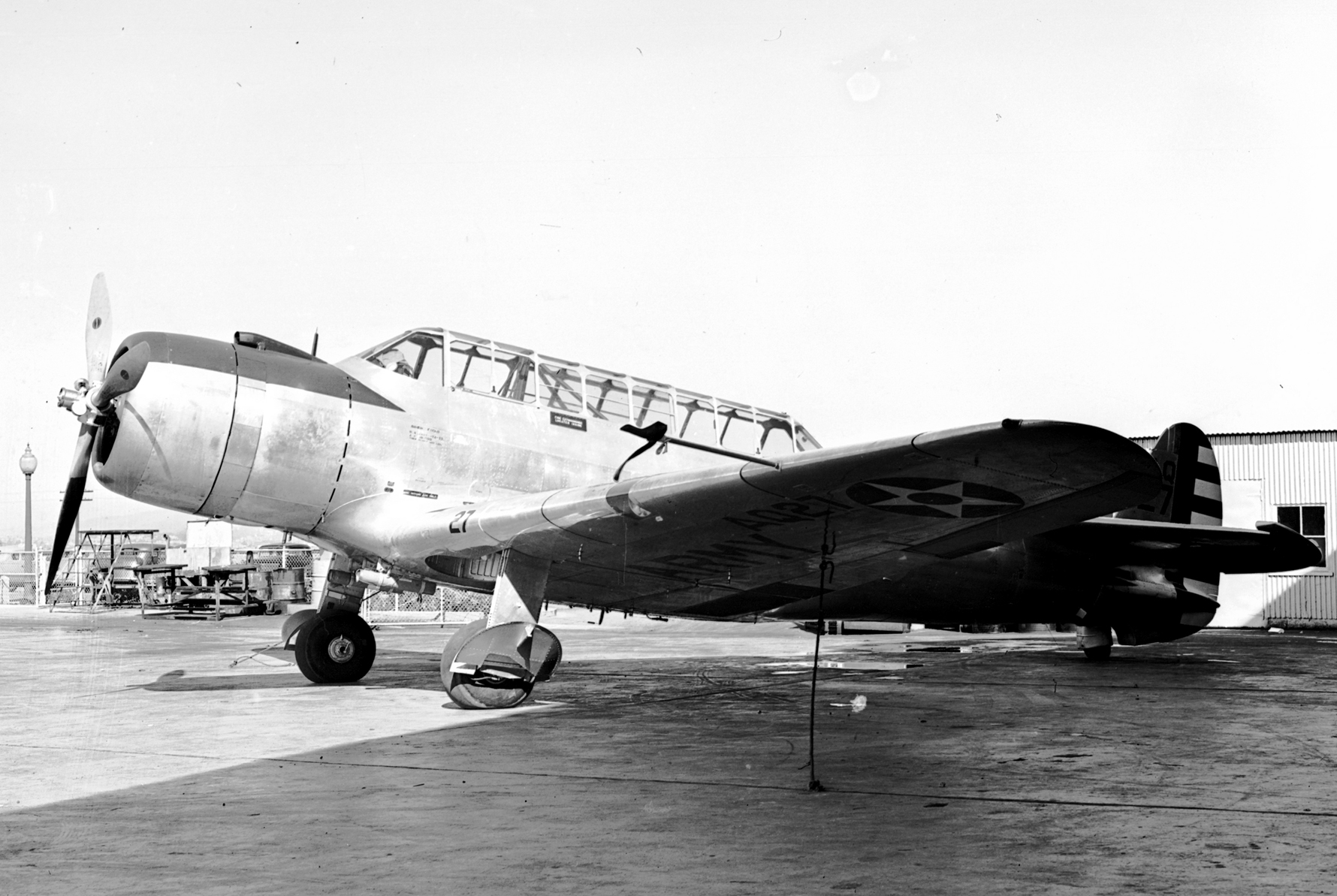
Vultee YA-19, March Field, Oakland, 1939.

- *4 mitrailleuses Browning 1919 calibre .30 dans les ailes.
- 1 mitrailleuse de calibre .30 à l'arrière.
- 1 mitrailleuse ventrale de calibre .30.
- 1 080 livres de bombes dans la soute.

### Articles
- (en) Joseph F. Baugher, « Vultee XA-19 », American Military Aircraft, 1er juillet 2000 (consulté le 6 août 2012).
- (en) William Green et Gordon Swanborough, « Those Versatile Vultees », Air Enthusiast, vol. 3, no 1,‎ juillet 1972, p. 27-32, 38-42.
- (en) « Speeding Bombing Plane Has Shatterproof Flight Deck », Popular Mechanics, Chicago, Henry Haven Windsor (en),‎ janvier 1936 (lire en ligne, consulté le 8 décembre 2016).

### Ouvrages
- (en) David Donald, The Encyclopedia of World Aircraft, Londres, Bookmart Ltd, 1997, 928 p. (ISBN 978-1856053754).